# Camponotus pictostriatus
Camponotus pictostriatus är en myrart som beskrevs av Vladimir Aphanasjevich Karavaiev 1933. Camponotus pictostriatus ingår i släktet hästmyror, och familjen myror. Inga underarter finns listade.